# Richard Synge
Richard Laurence Millington Synge, FRS, född 28 oktober 1914 i Liverpool, Merseyside, England, död 18 augusti 1994 i Norwich, Norfolk, var en brittisk biokemist. År 1952 erhöll han Nobelpriset i kemi tillsammans med Archer Martin för uppfinningen av partitionskromatografi.

## Biografi
Synge var son till Lawrence Millington Synge, en liverpoolmäklare, och hans hustru Katherine C. Swan. Han utbildades vid Old Hall i Wellington, Shropshire och vid Winchester College och studerade sedan kemi vid Trinity College, Cambridge.
År 1943 gifte sig Synge med Ann Davies Stephen (1916 - 1997) dotter till psykologen Karin Stephen och psykoanalytikern Adrian Stephen. 
Han tillbringade hela sin karriär inom forskning vid Wool Industries Research Association, Leeds (1941–1943), Lister Institute for Preventive Medicine, London (1943–1948), Rowett Research Institute, Aberdeen (1948–1967) och Food Research Institute, Norwich (1967–1976).
Det var under sin tid i Leeds som Synge arbetade med Archer Martin, med att utveckla partitionskromatografi, en teknik som används vid separation av blandningarna av liknande kemikalier, som revolutionerade analytisk kemi. Åren 1942 till 1948 studerade han peptider i proteingruppen gramicidin, ett arbete som senare användes av Frederick Sanger för att bestämma insulinets struktur. I mars 1950 valdes han till ledamot av Royal Society för vilken hans kandidaturcitation löd:
- Utmärkt som biokemist. Var den förste att visa möjligheten att använda motström flöde av flytande extraktion vid separationen av N-acetylaminosyror. I samarbete med A.J.P. Martin ledde detta till utvecklingen av partitionskromatografi, som de har tillämpat med stor framgång i problem relaterade till proteiners sammansättning och struktur, särskilt ullkeratin. Synges senaste arbete med gramicidinernas sammansättning och struktur är enastående och illustrerar tydligt de stora tekniska framsteg som han och Martin är ansvariga för.

— "Biblioteks- och arkivkatalog". Royal Society.
År 1963 valdes han till fellow i Royal Society of Edinburgh. Hans förslagsställare var Magnus Pyke, Andrew Phillipson, Sir David Cuthbertson och John Andrew Crichton.
Synge var under flera år kassör i Chemical Information Group vid Royal Society of Chemistry, och innehade en professur i biologiska vetenskaper vid University of East Anglia från 1968 till 1984. Han tilldelades ett hedersdoktorat vid University of East Anglia 1977 och blev hedersdoktor vid Matematiska fakulteten vid Uppsala universitet 1980.

## Utmärkelser och hedersbetygelser
- Nobelpriset i kemi, med  Archer John Porter Martin,  1952[7][8]
- John Price Wetherill-medaljen,  1959[9]
- Honorary Fellow of the Royal Society Te Apārangi[10]
- Hedersdoktor vid Uppsala universitet
- Hedersdoktor vid University of East Anglia
- Fellow of the Royal Society

[Redigera Wikidata]